# Santu Franciscu d'Aglièntu
Santu Franciscu d'Aglièntu (en italià Aglientu) és un municipi italià, dins de la província de Sàsser. L'any 2007 tenia 1.175 habitants. Es troba a la regió de Gal·lura. Limita amb els municipis d'Aggius, Luogosanto, Santa Teresa Gallura, Tempio Pausania i Trinità d'Agultu e Vignola.

## Administració
| Període   | Identitat        | Partit        |
| --------- | ---------------- | ------------- |
| 2003-2008 | Pietro Giorgioni | Llista cívica |
| 2008-     | Gabriela Battino | Llista cívica |